# João Paulo (Fußballspieler, Juni 1981)
João Paulo Andrade (* 6. Juni 1981 in Leiria) ist ein ehemaliger portugiesischer Fußballspieler. 2024 beendete er seine Karriere.

## Karriere
Der Abwehrspieler begann in der Jugendabteilung von União Leiria, einem Fußballverein aus seiner Heimatstadt, mit dem Fußballspielen und kam zur Saison 1999/2000 in die in der SuperLiga spielende erste Mannschaft, absolvierte hier jedoch kein Ligaspiel. Nach seiner ersten Saison in der höchsten portugiesischen Liga wurde er im Sommer 2000 an União de Tomar ausgeliehen und kehrte nach einem Jahr im Sommer 2001 zu União Leiria zurück. In der Folge spielte er achtmal im UI Cup (2002/2003 zweimal, 2004/2005 viermal und 2005/2006 wieder zweimal), wobei sich União Leiria 2003/2004 erfolgreich für den UEFA-Cup qualifizieren konnte, wo Paulo ebenfalls zwei Spiele absolvierte.
Anfang 2003 wechselte João Paulo während der Saison zum Ligakonkurrenten Sporting Lissabon, kehrte aber bereits im Sommer desselben Jahres zu Leiria zurück und verblieb hier bis zum Ende der Saison 2005/06. Zur folgenden Spielzeit 2006/07 wurde João Paulo zum FC Porto transferiert. Dort konnte er zweimal die portugiesische Meisterschaft gewinnen, kam aber in zwei Jahren nur auf zehn Einsätze. 2007/2008 wurde er in zwei Spielen der UEFA Champions League eingesetzt. Im Sommer 2008 wurde er an Rapid Bukarest nach Rumänien ausgeliehen. Nach seiner Rückkehr verpflichtete ihn im Sommer 2009 der französische Erstligist UC Le Mans, mit dem er am Ende der Saison 2009/10 absteigen musste. João Paulo kehrte zu Vitória Guimarães nach Portugal zurück, wo er u. a. in drei Spielen für die Qualifikation zur Europa League eingesetzt wurde. Zwei Jahre später zog es ihn zu Omonia Nikosia nach Zypern. Mitte 2014 wechselte er in Zypern zu Apollon Limassol, blieb dann in der Stadt und schloss sich kurze Zeit später AEL Limassol an. Vom 1. Juli 2016 bis 1. März 2017 war er vereinslos und ging dann zurück nach Portugal, wo er bis zu seinem Karriereende 2024 spielte.
Bei Nikosia hatte er 2012 bis 2014 an 36 Spielen der First Division, wobei er 6 Tore erzielte, und 7 Meisterrundenspielen teilgenommen. Zusätzlich spielte er in zwei Spielen für die Qualifikation zur Europa League. Bei Apollon Limassol folgten auf zwei Spiele in der Qualifikation zur Europa League, vier Spiele in der Europa League. Zusätzlich wurde er in 18 Spielen der First Division (drei Tore) und einem Meisterrundenspiel eingesetzt. Mit AEL Limassol spielte er 23 Ligaspiele (1 Tor), wobei AEL Limassol die Abstiegsrunde gewann und Paulo in 5 der möglichen 10 Spielen auflief. In Portugal spielte er für Castrense noch dreimal im nationalen Pokal.
João Paulo wurde mehrmals in die portugiesische U21-Nationalmannschaft berufen. Er spielte von 2002 bis 2004 neben Freundschaftsspielen u. a. in vier Qualifikationsspielen für die U21-EM 2004 und nach erfolgreicher Qualifikation in zwei Spielen der U21-EM, u. a. in der Gruppe B gegen Deutschland. Portugal wurde bei diesem Turnier Dritter. 2004 wurde er in drei Spielen der Portugal B eingesetzt und konnte im gleichen Jahr ein Spiel für Portugal Olympia absolvieren.
Insgesamt spielte er über 330 Spiele in ersten Ligen und 190 mal davon in der ersten portugiesischen Liga.

## Erfolge
- Portugiesischer Meister: 2007, 2008